# Canton de Château-Renault
Le canton de Château-Renault est une circonscription électorale française située dans le département d'Indre-et-Loire, dans la région Centre-Val de Loire.

## Histoire
Par décret du 18 février 2014, le nombre de cantons du département est divisé par deux, avec mise en application aux élections départementales de mars 2015. Le canton de Château-Renault est conservé et s'agrandit. Il passe de 16 à 36 communes.

## Représentation

### Conseillers d'arrondissement (de 1833 à 1940)
| Période                                  | Période | Identité                 | Étiquette   | Qualité |
| ---------------------------------------- | ------- | ------------------------ | ----------- | --- |
| 1833                                     | 1836    | M. Haubois               |             | Notaire honoraire, ancien maire des Hermites                                                                |
| 1836                                     | 1839    | M. Faré                  |             | Propriétaire à Vouvray                                                                                      |
| 1839                                     | 1842    | M. Evrard                |             | Propriétaire à Saint-Laurent-en-Gâtines                                                                     |
| 1842                                     | 1848    | M. Morin                 |             | Maire de Villedômer                                                                                         |
|                                          |         |                          |             | |
| avant 1883                               |         | M. Morin                 |             | Notaire, maire de Villedômer                                                                                |
| 1892                                     | 1898    | Jules Joran              | Républicain | Vigneron, conseiller municipal de Château-Renault (1871-1892)                                               |
|                                          |         |                          |             | |
| 1919                                     | 1924    | Camille Aron (1877-1975) | SFIO        | Propriétaire, ingénieur agronome, viticulteur, maire du Boulay                                              |
| 1924                                     | 1940    | M. Renard                | Radical     | Adjoint au maire de Château-Renault                                                                         |
| 1940                                     |         |                          |             | Les conseils d'arrondissement ont été suspendus par la loi du 12 octobre 1940 et n'ont jamais été réactivés |
| Les données manquantes sont à compléter. |         |                          |             | |

### Conseillers généraux de 1833 à 2015
| Période | Période                   | Identité                                    | Étiquette           | Qualité |
| ------- | ------------------------- | ------------------------------------------- | ------------------- | --- |
| 1833    | 1839                      | Pierre Claude Placide Peltereau (1781-1857) |                     | Négociant, adjoint au maire de Château-Renault                                                                                               |
| 1839    | 1883                      | Alphonse-Frédéric Pesson                    | Républicain         | Maire de Château-Renault (1842-1870, 1871-1881)                                                                                              |
| 1883    | 1891 (décès)              | Albert-Alphonse Pesson (fils du précédent)  | Républicain         | Ingénieur en chef des Ponts et chaussées, Château-Renault                                                                                    |
| 1891    | 1898 (décès)              | Arthur Testu-Jodault                        |                     | Manufacturier, maire de Château-Renault (1885-1898)                                                                                          |
| 1898    | 1919                      | Jules Joran                                 | Rad.                | Vigneron Maire de Château-Renault (1898-1919), conseiller d'arrondissement                                                                   |
| 1919    | 1924 (décès)              | Louis Delamotte                             |                     | Maire de Château-Renault (1919-1924) |
| 1924    | 1941 (démission d'office) | Camille Aron (1877-1975)                    | SFIO                | Propriétaire, ingénieur agronome, viticulteur Maire du Boulay, conseiller d'arrondissement Révoqué par le Gouvernement de Vichy              |
|         |                           |                                             |                     | |
| 1943    | 1945                      | Lucien Coldefy                              |                     | Adjoint au maire de Château-Renault Membre de la Commission administrative départementale (1940-1943) Nommé conseiller départemental en 1942 |
|         |                           |                                             |                     | |
| 1945    | 1970                      | Joseph Renard                               | Rad.                | Maire de Château-Renault (1953-1963), ancien résistant                                                                                       |
| 1970    | 2001                      | Jean Delaneau                               | RI puis UDF puis DL | Chirurgien Député (1978-1981) Sénateur (1983-2001) Maire de Château-Renault puis d'Autrèche                                                  |
| 2001    | 2008                      | Raymond Lancelin                            | DVD-UMP             | Cadre bancaire retraité, ancien adjoint au maire de Château-Renault Suppléant de la députée Claude Greff (2002-2011) - Député (2011-2012)    |
| 2008    | 2015                      | Jean-Pierre Gaschet                         | DVD puis UDI        | Conseiller agricole Maire de Le Boulay |

### Conseillers départementaux à partir de 2015
| Période élective | Période élective | Mandat | Mandat   | Identité            | Nuance | Nuance | Qualité |
| ---------------- | ---------------- | ------ | -------- | ------------------- | ------ | ------ | --- |
| 2015             | 2021             | 2015   | 2021     | Brigitte Dupuis     |        | LR     | Première adjointe au Maire de Rouziers jusqu'en 2020 |
| 2015             | 2021             | 2015   | 2021     | Jean-Pierre Gaschet |        | UDI    | Premier adjoint (et ancien Maire) du Boulay Président de la Communauté de communes du Castelrenaudais 11ème Vice-Président du Conseil départemental, chargé du développement territorial et économique, des circuits courts et de la politique agricole |
| 2021             | 2028             | 2021   | en cours | Alain Anceau        |        | UDI    | Cadre, maire de Saint-Roch, 8ème Vice-Président chargé de l'aménagement durable du territoire, de la transition énergétique et du plan alimentaire |
| 2021             | 2028             | 2021   | en cours | Brigitte Dupuis     |        | LR     | Maire de Château-Renault depuis 2020, Président de la Communauté de communes du Castelrenaudais |

### Résultats détaillés

#### Élections de mars 2015
À l'issue du 1er tour des élections départementales de 2015, deux binômes sont en ballottage : Brigitte Dupuis et Jean-Pierre Gaschet (Union de la Droite, 37,13 %) et Daniel Bretaudeau et Isabelle Cesvre (FN, 30,06 %). Le taux de participation est de 50,88 % (13 739 votants sur 27 004 inscrits) contre 50,88 % au niveau départemental et 50,17 % au niveau national.
Au second tour, Brigitte Dupuis et Jean-Pierre Gaschet (Union de la Droite) sont élus avec 64,3 % des suffrages exprimés et un taux de participation de 51,77 % (7 989 voix pour 13 982 votants et 27 010 inscrits).

#### Élections de juin 2021
Le premier tour des élections départementales de 2021 est marqué par un très faible taux de participation (33,26 % au niveau national). Dans le canton de Château-Renault, ce taux de participation est de 30,97 % (8 712 votants sur 28 134 inscrits) contre 30,88 % au niveau départemental. À l'issue de ce premier tour, deux binômes sont en ballottage : Alain Anceau et Brigitte Dupuis (Union au centre et à droite, 52 %) et Michèle Maarek et Stéphane Morillon (Union à gauche, 27,49 %).
Le second tour des élections est marqué une nouvelle fois par une abstention massive équivalente au premier tour. Les taux de participation sont de 34,36 % au niveau national, 31,33 % dans le département et 30,66 % dans le canton de Château-Renault. Alain Anceau et Brigitte Dupuis (Union au centre et à droite) sont élus avec 66,54 % des suffrages exprimés (5 314 voix pour 8 628 votants et 28 143 inscrits),,. 

## Composition

### Composition avant 2015
Le canton de Château-Renault regroupait seize communes.
| Nom                         | Code Insee | Codepostal | Superficie (km2) | Population (dernière pop. légale) | Densité (hab./km2) |
| --------------------------- | ---------- | ---------- | ---------------- | --------------------------------- | ------------------ |
| Château-Renault (chef-lieu) | 37063      | 37110      | 3,51             | 5 060 (2012)                      | 1 442              |
| Autrèche                    | 37009      | 37110      | 20,72            | 411 (2012)                        | 20                 |
| Auzouer-en-Touraine         | 37010      | 37110      | 34,05            | 2 118 (2012)                      | 62                 |
| Crotelles                   | 37092      | 37380      | 15,89            | 644 (2012)                        | 41                 |
| Dame-Marie-les-Bois         | 37095      | 37110      | 8,91             | 322 (2012)                        | 36                 |
| La Ferrière                 | 37106      | 37110      | 15,76            | 296 (2012)                        | 19                 |
| Le Boulay                   | 37030      | 37110      | 20,10            | 769 (2012)                        | 38                 |
| Les Hermites                | 37116      | 37110      | 32,60            | 590 (2012)                        | 18                 |
| Monthodon                   | 37155      | 37110      | 33,91            | 608 (2012)                        | 18                 |
| Morand                      | 37160      | 37110      | 14,62            | 345 (2012)                        | 24                 |
| Neuville-sur-Brenne         | 37169      | 37110      | 6,89             | 875 (2012)                        | 127                |
| Nouzilly                    | 37175      | 37380      | 40,24            | 1 257 (2012)                      | 31                 |
| Saint-Laurent-en-Gâtines    | 37224      | 37380      | 31,62            | 949 (2012)                        | 30                 |
| Saint-Nicolas-des-Motets    | 37229      | 37110      | 12,77            | 268 (2012)                        | 21                 |
| Saunay                      | 37240      | 37110      | 25,98            | 661 (2012)                        | 25                 |
| Villedômer                  | 37276      | 37110      | 35,49            | 1 378 (2012)                      | 39                 |

### Composition depuis 2015
Lors du redécoupage de 2014, le nouveau canton de Château-Renault comprenait 36 communes.
À la suite de la fusion, au 1er janvier 2017, de Beaumont-la-Ronce et de Louestault pour former la commune de Beaumont-Louestault, le nombre de communes descend à 35.
| Nom                                     | Code Insee | Intercommunalité      | Superficie (km2) | Population (dernière pop. légale) | Densité (hab./km2) | Modifier                                    |
| --------------------------------------- | ---------- | --------------------- | ---------------- | --------------------------------- | ------------------ | ------------------------------------------- |
| Château-Renault (bureau centralisateur) | 37063      | CC du Castelrenaudais | 3,51             | 4 560 (2022)                      | 1 299              | modifier les données · modifier les données |
| Autrèche                                | 37009      | CC du Castelrenaudais | 20,72            | 419 (2022)                        | 20                 | modifier les données · modifier les données |
| Auzouer-en-Touraine                     | 37010      | CC du Castelrenaudais | 34,05            | 2 172 (2022)                      | 64                 | modifier les données · modifier les données |
| Beaumont-Louestault                     | 37021      | CC de Gâtine-Racan    | 55,49            | 1 788 (2022)                      | 32                 | modifier les données · modifier les données |
| Le Boulay                               | 37030      | CC du Castelrenaudais | 20,10            | 813 (2022)                        | 40                 | modifier les données · modifier les données |
| Bueil-en-Touraine                       | 37041      | CC de Gâtine-Racan    | 18,06            | 325 (2022)                        | 18                 | modifier les données · modifier les données |
| Cerelles                                | 37047      | CC de Gâtine-Racan    | 12,30            | 1 247 (2022)                      | 101                | modifier les données · modifier les données |
| Charentilly                             | 37059      | CC de Gâtine-Racan    | 14,13            | 1 385 (2022)                      | 98                 | modifier les données · modifier les données |
| Chemillé-sur-Dême                       | 37068      | CC de Gâtine-Racan    | 33,54            | 707 (2022)                        | 21                 | modifier les données · modifier les données |
| Crotelles                               | 37092      | CC du Castelrenaudais | 15,89            | 651 (2022)                        | 41                 | modifier les données · modifier les données |
| Dame-Marie-les-Bois                     | 37095      | CC du Castelrenaudais | 8,91             | 338 (2022)                        | 38                 | modifier les données · modifier les données |
| Épeigné-sur-Dême                        | 37101      | CC de Gâtine-Racan    | 21,08            | 159 (2022)                        | 7,5                | modifier les données · modifier les données |
| La Ferrière                             | 37106      | CC du Castelrenaudais | 15,76            | 312 (2022)                        | 20                 | modifier les données · modifier les données |
| Les Hermites                            | 37116      | CC du Castelrenaudais | 32,60            | 573 (2022)                        | 18                 | modifier les données · modifier les données |
| Marray                                  | 37149      | CC de Gâtine-Racan    | 23,81            | 489 (2022)                        | 21                 | modifier les données · modifier les données |
| Monthodon                               | 37155      | CC du Castelrenaudais | 33,91            | 643 (2022)                        | 19                 | modifier les données · modifier les données |
| Morand                                  | 37160      | CC du Castelrenaudais | 14,62            | 348 (2022)                        | 24                 | modifier les données · modifier les données |
| Neuillé-Pont-Pierre                     | 37167      | CC de Gâtine-Racan    | 39,00            | 2 238 (2022)                      | 57                 | modifier les données · modifier les données |
| Neuville-sur-Brenne                     | 37169      | CC du Castelrenaudais | 6,89             | 890 (2022)                        | 129                | modifier les données · modifier les données |
| Neuvy-le-Roi                            | 37170      | CC de Gâtine-Racan    | 47,50            | 1 061 (2022)                      | 22                 | modifier les données · modifier les données |
| Nouzilly                                | 37175      | CC du Castelrenaudais | 40,24            | 1 236 (2022)                      | 31                 | modifier les données · modifier les données |
| Pernay                                  | 37182      | CC de Gâtine-Racan    | 17,61            | 1 556 (2022)                      | 88                 | modifier les données · modifier les données |
| Rouziers-de-Touraine                    | 37204      | CC de Gâtine-Racan    | 18,19            | 1 355 (2022)                      | 74                 | modifier les données · modifier les données |
| Saint-Antoine-du-Rocher                 | 37206      | CC de Gâtine-Racan    | 24,23            | 1 786 (2022)                      | 74                 | modifier les données · modifier les données |
| Saint-Aubin-le-Dépeint                  | 37207      | CC de Gâtine-Racan    | 15,19            | 351 (2022)                        | 23                 | modifier les données · modifier les données |
| Saint-Christophe-sur-le-Nais            | 37213      | CC de Gâtine-Racan    | 18,27            | 1 077 (2022)                      | 59                 | modifier les données · modifier les données |
| Saint-Laurent-en-Gâtines                | 37224      | CC du Castelrenaudais | 31,62            | 873 (2022)                        | 28                 | modifier les données · modifier les données |
| Saint-Nicolas-des-Motets                | 37229      | CC du Castelrenaudais | 12,77            | 241 (2022)                        | 19                 | modifier les données · modifier les données |
| Saint-Paterne-Racan                     | 37231      | CC de Gâtine-Racan    | 47,77            | 1 697 (2022)                      | 36                 | modifier les données · modifier les données |
| Saint-Roch                              | 37237      | CC de Gâtine-Racan    | 4,75             | 1 335 (2022)                      | 281                | modifier les données · modifier les données |
| Saunay                                  | 37240      | CC du Castelrenaudais | 25,98            | 643 (2022)                        | 25                 | modifier les données · modifier les données |
| Semblançay                              | 37245      | CC de Gâtine-Racan    | 35,66            | 2 170 (2022)                      | 61                 | modifier les données · modifier les données |
| Sonzay                                  | 37249      | CC de Gâtine-Racan    | 48,34            | 1 414 (2022)                      | 29                 | modifier les données · modifier les données |
| Villebourg                              | 37274      | CC de Gâtine-Racan    | 12,36            | 304 (2022)                        | 25                 | modifier les données · modifier les données |
| Villedômer                              | 37276      | CC du Castelrenaudais | 35,49            | 1 299 (2022)                      | 37                 | modifier les données · modifier les données |
| Canton de Château-Renault               | 3704       |                       | 860,34           | 38 455 (2022)                     | 45                 | modifier les données                        |

## Démographie

### Démographie avant 2015
| 1962   | 1968   | 1975   | 1982   | 1990   | 1999   | 2006   | 2011   | 2012   |
| ------ | ------ | ------ | ------ | ------ | ------ | ------ | ------ | ------ |
| 11 148 | 11 636 | 12 491 | 13 298 | 14 008 | 14 410 | 15 625 | 16 476 | 16 551 |

### Démographie depuis 2015
En 2022, le canton comptait 38 455 habitants, en évolution de +0,64 % par rapport à 2016 (Indre-et-Loire : +1,67 %, France hors Mayotte : +2,11 %).
| 2013   | 2018   | 2022   |
| ------ | ------ | ------ |
| 37 588 | 38 261 | 38 455 |